# Liste der Naturdenkmale in Gillenbeuren
Die Liste der Naturdenkmale in Gillenbeuren nennt die im Gemeindegebiet von Gillenbeuren ausgewiesenen Naturdenkmale (Stand 25. März 2024).

## Naturdenkmale
| Nr.         | Bezeichnung                | Lage                                        | Beschreibung              | Bild                                    |
| ----------- | -------------------------- | ------------------------------------------- | ------------------------- | --------------------------------------- |
| ND-7135-389 | Eiche                      | westlich des Ortes; Abteilung Berental Lage | Quercus petraea           | Direkt Bild zu diesem Denkmal hochladen |
| ND-7135-390 | Eiche am Gemeindebackhaus  | Hauptstraße, bei Nr. 16 Lage                | Quercus petraea           | Direkt Bild zu diesem Denkmal hochladen |
| ND-7135-456 | Eiche am Haus Bäcker       | Hauptstraße, bei Nr. 1 Lage                 | Quercus robur             | Direkt Bild zu diesem Denkmal hochladen |
| ND-7135-457 | Zwei Eichen am Haus Lorenz | Hauptstraße, bei Nr. 7 Lage                 | Quercus robur, zwei Bäume | Direkt Bild zu diesem Denkmal hochladen |